# Валя-Куфундоасе
Валя-Куфундоасе (рум. Valea Cufundoasă) — село у повіті Марамуреш в Румунії. Адміністративно підпорядковане місту Сигіт.
Село розташоване на відстані 423 км на північ від Бухареста, 39 км на північний схід від Бая-Маре, 131 км на північ від Клуж-Напоки.

## Населення
За даними перепису населення 2002 року у селі проживали 622 особи.
Національний склад населення села:
| Національність | Кількість осіб | Відсоток |
| -------------- | -------------- | -------- |
| румуни         | 616            | 99,0%    |
| угорці         | 6              | 1,0%     |

Рідною мовою назвали:
| Мова      | Кількість осіб | Відсоток |
| --------- | -------------- | -------- |
| румунська | 616            | 99,0%    |
| угорська  | 6              | 1,0%     |